# Evarcha similis
Evarcha similis là một loài nhện trong họ Salticidae.
Loài này thuộc chi Evarcha. Evarcha similis được Lodovico di Caporiacco miêu tả năm 1941.